# Arthur De Greef
Pour les articles homonymes, voir Arthur De Greef (tennis) et Greef.
Arthur De Greef, né le 10 octobre 1862 à Louvain et mort le 29 août 1940 à Bruxelles, est un pianiste, compositeur, pédagogue et chef d'orchestre belge.

## Biographie
Arthur De Greef est le fils puîné de Frédéric Jacques Prosper De Greef, marchand de cuir mélomane, et de Marie Madeleine Angéline Devroij (Devroy), qui joue du piano et chante. Son frère aîné, Jules, né le 13 mai 1857, apprend le violon et restera, devenu homme d'affaires, un musicien amateur. De langue maternelle flamande, Arthur parle français, mais aussi anglais et allemand. 
Il étudie le piano avec Émile Mathieu à l’académie de musique de Louvain où il obtient son prix à l’âge de 11 ans. Dès 1873, tout en restant à Louvain chez ses parents, il étudie le piano au Conservatoire royal de Bruxelles avec Louis Brassin, un disciple d'Ignaz Moscheles, et côtoie un autre élève, Isaac Albéniz. Il complète son cursus en suivant l’enseignement de Joseph Dupont (harmonie), de François-Auguste Gevaert (composition) et de Fernand Kufferath (contrepoint). En 1879, il obtient son premier prix de piano à l'âge de dix-sept ans, année qui le voit déjà se distinguer en tant que compositeur, puisque son opéra en un acte De Marketenster est donné sur la scène du théâtre de Louvain les 22 et 23 janvier. En 1881, devenu moniteur des classes d'harmonie de Joseph Dupont et de piano de Juliusz Zarebski (à la suite du départ de Brassin), Arthur se rend à Weimar pour parachever ses connaissances auprès de Franz Liszt.
Arthur De Greef devient un soliste recherché, mais également un accompagnateur et un chambriste apprécié. Il est nommé chargé de cours au Conservatoire royal de Bruxelles en 1885, puis professeur deux ans plus tard, s'occupant de la classe des « jeunes gens ». Lors d'une tournée en Norvège en novembre 1888, il saisit l'occasion pour rencontrer Edvard Grieg, dont il apprécie la musique depuis plusieurs années, interprétant notamment le Concerto pour piano en la mineur opus 16 dès 1885. Les deux hommes deviennent amis et vont entretenir une correspondance jusqu'à ce que la mort les sépare, en 1907. Rapidement, Grieg considère De Greef comme l'artiste qui comprend le mieux sa musique, écrivant à Alexander Bull le 1er janvier 1889 qu'il est « le meilleur interprète de mes compositions ». Le 30 novembre 1889, Grieg et De Greef se produisent ensemble en concert à Bruxelles dans les Danses norvégiennes. Le 8 décembre suivant, De Greef est à la direction de l'orchestre des Concerts Populaires à la Monnaie pour accompagner Grieg, qui est le soliste de son propre concerto pour piano.
Le 16 août 1890, Arthur De Greef épouse à South Norwood (Surrey, dans le grand Londres) une de ses élèves privées : (Elisa) Émilie Boichot, fille de l'homme politique français Jean-Baptiste Boichot, née à Ixelles le 2 avril 1865 et morte le 23 janvier 1956 dans la même commune. Le mariage se déroule en Angleterre car la mère de la mariée est l’Anglaise Mary Hulbert. Le couple, qui s’installe à Bruxelles au 18 rue de l’Arbre Bénit à Ixelles, aura deux filles, Cécile (1891-1914), surnommée Lolette, et Frédérique (1893-1987), appelée Lily. Au début du mariage, Émilie joue avec Arthur à deux pianos, prenant en charge la partie réduite d’orchestre, pour aider son mari dans la préparation d’un concert.
En 1893, Arthur De Greef accompagne son ami et collègue Eugène Ysaÿe dans la Sonate pour piano et violon de César Franck le 7 mai au Conservatoire royal de Bruxelles. Quelques mois plus tard, le 17 août, il dirige la création de sa Fantaisie sur de vieilles chansons flamandes pour piano et orchestre au Kursaal d'Ostende, avec son élève José Sevenants comme soliste.
Saint-Saëns est un des admirateurs de De Greef. Il considère le Belge comme l’interprète rêvé de son 2e Concerto pour piano en sol mineur et il aime à jouer avec lui en concert le répertoire pour deux pianos. Il lui dédie la première de ses 6 Études opus 111 (Tierces majeures et mineures).
Raoul Pugno est aussi un partenaire de De Greef dans le répertoire pour deux pianos. Les deux hommes se retrouvent entre autres le 11 décembre 1898 à Bruxelles, avec l'orchestre des Concerts Ysaÿe dirigé par Ysaÿe, dans le Concerto pour piano no 10 en mi bémol majeur de Mozart et le Concerto pour deux pianos en ut mineur, BWV 1060 de Bach. Cette même année, Grieg dédie à De Greef l’édition de ses Symphonische Tänze opus 64.

Arthur De Greef (ca. 1906), photographie C. Klary, collection de la Bibliothèque royale de Belgique, cote KBR Mus. Ms161 234.

Le 7 octobre 1900, De Greef fait partie, avec Ysaÿe et Ernest Van Dyck, des musiciens choisis pour se produire lors des festivités organisées pour le mariage du prince Albert avec Élisabeth. 
Le 6 novembre 1904, De Greef joue aux Concerts Ysaÿe une autre composition dont il est le dédicataire, le Concerto pour piano en mi bémol majeur de Théo Ysaÿe. 
L'ami Grieg décède le 4 septembre 1907, alors qu'au mois d'avril précédent, à Munich, De Greef et ce dernier interprétaient une dernière fois ensemble le Concerto. 
En 1914, Arthur De Greef s’apprête à monter sur scène à Toulouse lorsqu'il apprend le suicide de Cécile dans un hôtel bruxellois ; effondré, il rentre en Belgique pour enterrer sa fille au cimetière d’Ixelles. Il rejoint ensuite l'Angleterre, au départ pour y prendre du repos, et y reste jusqu'à la fin du conflit mondial. Pendant son exil londonien, il croise de nombreux artistes dont Ysaÿe mais aussi Edward Elgar, chez qui il rencontre l'écrivain Conan Doyle.
De retour en Belgique à l’automne 1918, Arthur De Greef devient le professeur de piano de la princesse Marie-José. Il est nommé professeur de perfectionnement au Conservatoire royal de Bruxelles le 31 août 1920, cours également ouvert aux femmes, tandis que son professeur-adjoint est José Sevenants ; sa classe de piano « jeunes gens » est confiée à Léopold Cluytens puis dès 1921 à Charles Scharrès.
En 1925, il rentre à l'Académie royale de Belgique en tant que correspondant de la classe des Beaux-Arts. En 1930, il est admis à la pension au Conservatoire royal de Bruxelles, ayant poursuivi son enseignement trois ans après la limite d'âge.
Arthur De Greef est membre du jury de la seconde édition du Concours Chopin à Varsovie en 1932, année où est mis sur pied à son initiative un Prix Arthur De Greef au Conservatoire royal de Bruxelles, prix de 5 000 francs belges décerné tous les cinq ans, au terme d’une épreuve spéciale ouverte aux pianistes ayant obtenu depuis quatre ans au plus le diplôme de virtuosité dans l'institution ou dans un autre conservatoire belge ; la première édition se déroule en 1933 et le prix revient à Suzanne Hennebert.
C’est avec le Concerto de Grieg que De Greef termine sa carrière concertante, en mars 1937 au Conservatoire de Bruxelles, concert-hommage à Grieg à l’occasion du 30e anniversaire de sa disparition. Peu de temps après, il est victime d’un accident vasculaire cérébral paralysant son bras droit et l’empêchant de parler normalement.
Arthur De Greef meurt à son domicile bruxellois du 110 rue Defacqz à Saint-Gilles le 29 août 1940. Il est inhumé au cimetière d'Ixelles à Bruxelles ; dans le cortège funèbre, ses élèves José Sevenants, Émile Bosquet, Marcel Maas et Francis de Bourguignon sont présents.

## Œuvres
De Greef commence à composer à l'âge de 16 ans, avec son opéra De Marketenster. Il poursuit cette activité au-delà de ses 70 ans, terminant son Prélude symphonique en fa majeur en 1936.

### Musique orchestrale
- Suite italienne (1888)
- Ballade in Form von Variationen über ein flämisches Volkslied (Ik zag Cecilia komen) (1889)
- Suite flamande (1890)
- Humoresque en sol mineur (1891)
- Suite en sol (Largo - Rigodon - Orientale - Springdands norvégien) (1896)

### Œuvres concertantes
- Fantaisie sur de vieilles chansons flamandes pour piano et orchestre (1892)
- Cinq chants d'amour pour soprano et orchestre (1903)
- Concerto no 1 pour piano et orchestre en do mineur (1904), dédié à Saint-Saëns
- Impressions d’automne pour violon, violoncelle et orchestre (1913)
- À la Patrie pour voix, chœur d’enfants et orchestre (1917)
- Scherzo pour violon et orchestre en la majeur (1918)
- Concertino pour piano et orchestre en sol majeur (1929)
- Concerto no 2 pour piano et orchestre en si mineur (1930)

### Musique de chambre
- Mazurka pour violon et piano (1883)
- Quatre pièces caractéristiques pour violon et piano (vers 1883)
- Sonate no 1 pour violon et piano en ré mineur (1896 ; seconde version en 1932)
- Sonate no 2 pour violon et piano en do mineur (1933)
- Lent pour violon, violoncelle et piano (1934)
- Trio pour violon, violoncelle et piano en fa mineur (1935)

### Piano
- Album espagnol pour deux pianos (1881)
- Elle dort, nocturne (1884)
- Valse-caprice, version pour piano et pour deux pianos (1887)[6]
- Vieille chanson flamande (1906)
- Souvenirs (1910)
- Menuet varié (1913)
- Coucher de soleil (1913)
- Cinq Études de concert (1914–1918)
- Sonate pour deux pianos en do mineur (1927)
- Six Nouvelles études de concert (1933)[7]

Arthur De Greef compose également de nombreuses mélodies pour voix et piano, sur des textes de Charles Fuster, Louis Docquier, André Van Hasselt, Lucien Solvay mais aussi Hugo et Musset.

## Enseignement

### Élèves au Conservatoire royal de Bruxelles
Arthur De Greef enseigne le piano au Conservatoire royal de Bruxelles entre 1881 et 1930. Il exerce tout d'abord comme moniteur, avant d'être chargé de cours dès 1885, puis professeur à partir de 1887. Il termine sa carrière dans l'institution à la tête de la classe de perfectionnement, de 1920 à 1930. Parmi ses élèves, citons Émile Bosquet (nl), Francis de Bourguignon, Louis Delune, André Devaere, Arnold Dolmetsch, Berthe Laventurier, à qui il dédie deux de ses six Nouvelles études de concert, Raymond Moulaert, Marcel Poot, Raymond Rôze ou encore José Sevenants.

### Élèves en privé
Arthur De Greef enseigne également en privé, notamment aux personnes suivantes :
Berthe Bernard (morte à Bruxelles le 10 janvier 1968) : elle se produit pour la première fois en public à Bruxelles le 6 mars 1906, dans le cadre d'un concert de bienfaisance ; le 27 mars 1912, elle joue avec orchestre dans la salle bruxelloise de la Grande Harmonie, sous la direction de son professeur ; durant la Première Guerre mondiale, elle participe à de nombreux concerts caritatifs destinés à aider soldats et réfugiés, comme en 1915 à Brighton ; son maître lui dédie son Menuet varié.
Ainsi que, notamment : Nora Boas, Marguerite Bonheur, Palmyre Buyst, Lysette Chantraine, Suzanne Daneau, René Delporte, Madeleine Dinsart, Hélène Dinsart, Germaine François, Edith Hilton-Fagge, Alice Jones, Germaine Lievens, Marie-José de Belgique, Janine Reding et Glady Richard.

## Fonds Arthur De Greef
Le fonds Arthur De Greef de la Bibliothèque royale de Belgique (section de la Musique) s’est constitué à l’initiative de la fille puînée du musicien, Frédérique Barbour-De Greef (1893-1987), par dons successifs puis par legs, entre 1978 et 1995. Il rassemble non seulement des partitions imprimées et manuscrites (dont les autographes d’œuvres composées par De Greef), de la correspondance (dont celle échangée avec Edvard Grieg), des coupures de presse, des programmes de concerts, mais aussi des disques 78 tours, des photographies et des objets. Les œuvres d’art offertes au pianiste rassemblées dans le fonds sont d’artistes tels que Jacques Ochs, Firmin Baes ou Fernand Toussaint. Citons aussi le marbre blanc « Le Baiser » de Jef Lambeaux ou encore un bijou en forme de clé de sol orné de brillants, offert par Camille Saint-Saëns à De Greef en remerciement de son interprétation du Concerto pour piano no 2, en sol mineur, aux Concerts Lamoureux à Paris le 29 novembre 1896.
Les objets du fonds Arthur De Greef sont décrits dans le catalogue en ligne de l’institution sous les cotes Mus. Obj. 4 à 34, 44-45, 56, 81 à 99, 107 à 113, 171 à 202 et 220, tandis que les manuscrits ont les cotes Mus. Ms. 189 à 244 ; quant aux imprimés (dont des partitions), ils sont rassemblés sous les cotes Mus. 2015 à Mus. 2039.

## Habitation
Ernest Van Humbeek dresse pour lui les plans d'une maison bourgeoise de style éclectique teintée d'Art nouveau, bâtie en 1899 à Saint-Gilles, chaussée de Charleroi 226.

## Hommage
- La salle de musique de la Bibliothèque royale de Belgique à Bruxelles porte son nom, Auditorium Arthur De Greef.

## Décorations
- Commandeur de l'ordre de Léopold en juillet 1926.
- Commandeur de la Légion d'honneur en 1934. Il reçoit cette distinction des mains de Paul Claudel.

## Discographie
- Concertos nos 1 et 2 pour piano et orchestre : André De Groote (piano) et Orchestre symphonique de Moscou (en), Frédéric Devreese (direction d'orchestre). 1 CD MARCO POLO 1996.